# Горецкий сельсовет
Го́рецкий сельсовет (бел. Горацкі сельсавет) — упразднённая административно-территориальная единица
Горецкого района Могилёвской области Белоруссии.

## История
В 1997 году образованы новые населённые пункты — деревня Комаровичи и деревня Старинка. 
Упразднён в 2007 году. Населённые пункты упразднённого сельсовета переданы в состав других сельсоветов Горецкого района.

## Состав
Включал 16 населённых пунктов:
- Андрюхи
- Волковщина
- Гощ-Чарный
- Задорожье
- Зайцево
- Комаровичи
- Макаровка
- Матюты
- Озаровичи
- Стан
- Старинка
- Суровцово
- Тушково
- Чашники
- Чепелинка
- Шелохановка